# Oscar Di Maio (1887)
Oscar Di Maio (1887 – Napoli, 12 settembre 1947) è stato un attore teatrale e drammaturgo italiano.

## Biografia
Secondogenito di Crescenzo, come il padre iniziò la carriera di teatrante come attore per poi passare dietro la scrivania con la rivista patriottica "Canta Napoli, Italia mia, Italia bella".
Nel 1921 partecipò sia come fondatore che come attore-autore alla compagnia di sceneggiata "Cafiero-Fumo".
Sposò l'attrice Margherita Parodi, appartenente alla famiglia del teatro popolare Carri di Tespi.
Morì a Napoli il 12 settembre del 1947, lasciando il testimone ai figli Gaetano, Eduardo, Maria e Olimpia.

## Opere teatrali
- Napoli canta! Italia mia, Italia bella.
- 'O passero
- Uno che torna
- Rondinella

E numerose altre per la compagnia Cafiero-Fumo